# Заграевская, Инна Михайловна
И́нна Миха́йловна Заграе́вская (род. 20 мая 1933, Саратов) — русская и немецкая поэтесса, переводчица и драматург. Кандидат химических наук.

## Биография
Родилась 20 мая 1933 года в Саратове, в семье инженера и организатора строительства Михаила Наумовича Заграевского (1906—1988), уроженца Одессы, выпускника Одесского мукомольного института, автора монографии «Триеры и магнитные аппараты» (М.—Л: Снабкоопгиз, 1931), и кандидата химических наук Лидии Викторовны Петровской (?—1993), выпускницы Новочеркасского сельскохозяйственного института, доцента кафедры химии Московского горного института, автора учебника «Основы коллоидной химии» (1960). Окончила Московский химико-технологический институт им. Д. И. Менделеева в 1956 году, некоторое время работала в химии; кандидат химических наук.
В 1960-е годы издала ряд книг со стихами для детей и опубликовала ряд детских стихотворений в десятках различных журналов.
В конце 1960-х годов партийной организацией Союза писателей СССР её стихи были признаны «вредными для советских детей» (непосредственным поводом для такой «оценки» послужила дружба И. М. Заграевской с участниками правозащитного движения). Больше в СССР её стихи не публиковались.
С середины 1970-х до середины 1980-х годов И. М. Заграевская, кроме стихов, писала пьесы для детей и взрослых. Несколько её детских пьес были опубликованы и шли в кукольных театрах.
В 1991 году И. М. Заграевская основала театр-студию «ОАЗИС» (название студии любовно обыгрывалось актёрами труппы как аббревиатура: «Организация актеров, Заграевской Инной созданная»), на сцене которой ставились её пьесы. Театр активно гастролировал по России и Украине, давал благотворительные представления в детских домах. В одно время в театре служили Сергей Заграевский (работа над декорациями), Антон Белевский, Дмитрий Буров, Евгения Середа, Владимир Бежецкий.
Однако к 1995 году активная деятельность «ОАЗИСа» угасает, сама Инна Михайловна уезжает из России.
С 1996 года И. М. Заграевская живёт и работает в Германии (пишет стихи на немецком языке, переводит на немецкий язык как и свои стихи, так и стихи русских классиков).
Член Союзов писателей России и Германии.

## Семья
- Муж — Вольфганг Вольфгангович Кавельмахер.
  - Сын — Сергей Вольфгангович Заграевский.
- Дядя (двоюродный брат отца) — архитектор Валентин Лейбович Фельдштейн (1908—1993).